# Théorie de la communication à double étage
 (septembre 2024).

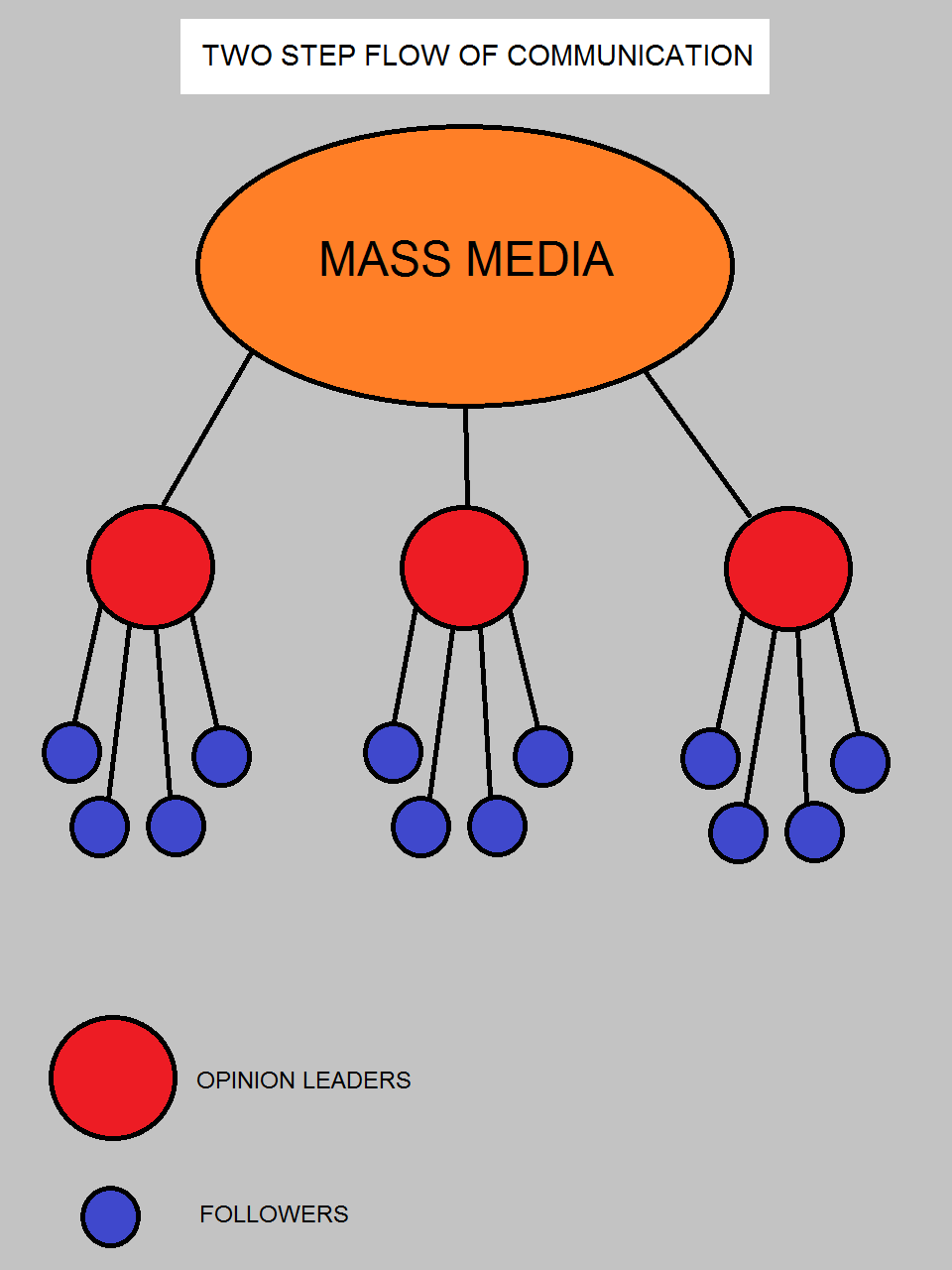
Schéma de la communication à double étage, de Lazarsfeld et Katz (1955)

La théorie de la communication à double étage (« two-step flow theory », ou « two-step flow of communication » en anglais) est développée par Paul Lazarsfeld et Elihu Katz dans le livre Influence personnelle paru en 1955. Remettant en cause le pouvoir des médias, elle propose une vision dite « des médias faibles ». L’analyse porte tant sur l’influence des médias dans le cadre des élections présidentielles que des études marketing.

## Contexte historique
Dans les années 1930 et 1940 sont lancés les premiers travaux de sociologie des médias, sur l’impact et la signification des médias dans la vie quotidienne, notamment sur la formation des opinions et la prise de décision des individus.
Cette époque est marquée par le souvenir de la Première Guerre mondiale, durant laquelle les journaux utilisent la propagande et le « bourrage de crâne » pour fédérer contre l’ennemi et pour valoriser sa propre nation. L’entre-deux-guerres est aussi marqué par la montée des régimes totalitaires, utilisant les techniques de communication de masse pour susciter l’adhésion à leurs idéologies. Le cadre historique est donc propice à l’émergence du débat. L’évènement qui peut être tenu pour fondateur est un séminaire de la Fondation Rockefeller sur la communication de masse, tenu à New-York de septembre 1939 à juin 1940, dont le but est d’organiser le cadre des recherches ainsi que leur financement. Plusieurs spécialistes sont invités, parmi lesquels Harold Lasswell et Paul Lazarsfeld. L’enjeu est aussi politique, car l’Allemagne a envahi la Pologne et les États-Unis craignent un élargissement du conflit qui finirait par les impliquer. La question est donc de savoir comment utiliser ces nouveaux moyens de communication pour maintenir un consensus social malgré la situation.
À l’époque, les nouveaux médias (radio et cinéma) sont perçus comme des mécanismes d’influence puissants et suscitent des craintes sur l’aliénation politique et l’homogénéisation de la culture. Les premiers travaux tentent de montrer que les médias ont un effet massif et immédiat sur la population, et qu’ils peuvent avoir un rôle déterminant dans le processus de décision du public, notamment en période électorale. C’est la théorie des effets directs, qui s’inscrit dans le courant béhavioriste. On y dit que le « récepteur » ne peut que prendre acte du « message », et que le « canal » est neutre, c’est-à-dire qu’il ne transforme rien. La métaphore de la seringue hypodermique illustre cette idée selon laquelle les médias injectent dans le corps des gens passifs un certain nombre de croyances et d’idées qui influencent directement leurs comportements. C’est le schéma souvent avancé dans l’ouvrage emblématique Le Viol des foules par la propagande politique, publié en 1939 par un biologiste, Serge Tchakhotine.

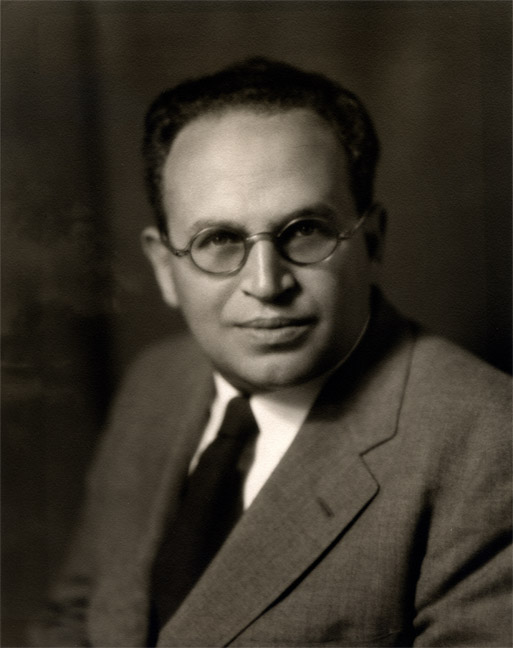
Paul Lazarsfeld, en 1941

Mais progressivement, la validité de ce schéma est remise en cause. Les premières recherches empiriques, menées par Lazarsfeld et son équipe, mettent en évidence des mécanismes de filtrage des messages des médias, qui limitent leurs effets. Cette approche fonctionnaliste opposée au béhaviorisme antérieur fait émerger ce qu’on appelle la théorie des effets limités. Ce paradigme est attaché au courant qu’on appelle plus tard l’« École de Columbia » car basé à l’Université Columbia.

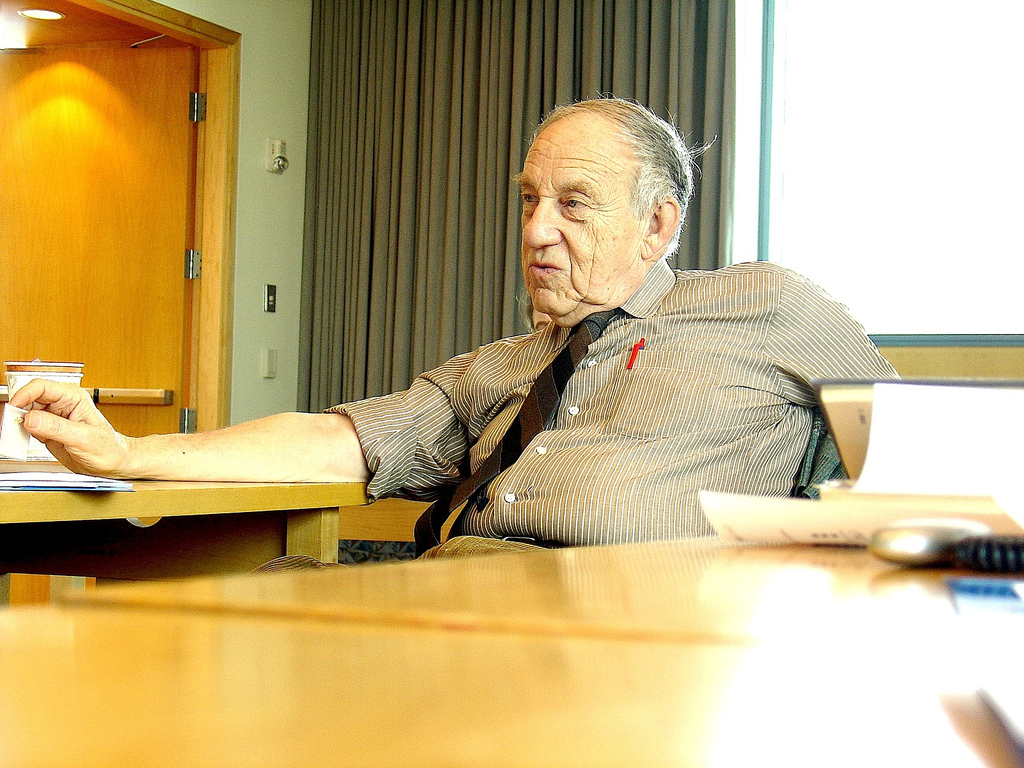
Elihu Katz, en 2006

Associé au projet dès le début, Charles Wright Mills l’abandonne en cours de route, lui reprochant un « empirisme abstrait », mais aussi et surtout parce qu’il est dépassé par les outils statistiques et qu’il se heurte frontalement à la personnalité de Lazarsfeld. L’arrivée de Elihu Katz, jeune étudiant de doctorat, permet de sortir du face-à-face entre Mills et Lazarsfeld, d’éditer les données, et de les publier dans le livre près de 10 ans après leur collecte.

## La théorie
Après avoir étudié de nombreux cas, les auteurs décrivent les individus comme peu perméables aux messages des médias, du moins de façon directe. Ainsi, les électeurs choisissent de voter pour un candidat donné essentiellement en fonction de leur entourage. Les déterminations sont à chercher d’abord dans les groupes primaires (famille), secondaire (amis, collègues), et tertiaires (voisins, connaissances).
De plus, l’étude met au jour des personnes plus influentes que d’autres : à l’intérieur du groupe d’appartenance, ce sont des « leaders d’opinion » (influentials en anglais, aussi appelés « relais d’opinion » ou « guides d’opinion ») qui sont reconnues comme influentes. Ces personnes sont également les plus exposées aux médias, et ce sont donc elles qui filtrent, interprètent et transmettent les informations. Elles répercutent celles qui sont conformes aux opinions dominantes du groupe auquel elles appartiennent, et rejettent, discréditent, ou réinterprètent celles qui sont déviantes.
L’influence des médias sur l’ensemble de la population se fait donc en deux temps : 
- d’abord le message est délivré par les médias, ou un média en particulier, à un ou une guide d’opinion;
- ensuite, le relais d’opinion partage son choix de vote aux personnes de son entourage.

La démonstration empirique de cette thèse repose sur l’étude réalisée dans la ville de Decatur (Illinois). Les chercheurs sillonnent la ville dans le but d’établir le profil des relais d’opinion et de découvrir pourquoi une tierce personne peut peser sur le choix d’une autre. Le but est de comparer l’impact de l’influence personnelle à l’impact des médias sur la prise de décision des individus, dans quatre domaines: la publicité, la mode, les affaires publiques et le cinéma.
Contrairement aux attentes des chercheurs, les personnes présentées comme guides d’opinion ne sont pas forcément celles qui occupent des positions sociales élevées. Cela se vérifie pour les affaires publiques, mais pas pour la mode, la publicité et le cinéma. Les individus influents sont des personnes jugées crédibles, et cette crédibilité dépend de plusieurs facteurs. D’abord, il s’agit de quelqu’un dont la position au sein du groupe est centrale, c’est-à-dire qu’il ou elle noue de nombreuses relations fortes au sein du groupe. C’est aussi quelqu’un qui a de nombreux contacts extérieurs, et qui fait le lien entre son groupe et son environnement. En outre, le guide d’opinion est aussi celui ou celle qui est le plus conformiste par rapport aux normes de son groupe, il ou elle est celui qui les incarne au mieux. Enfin, il est le plus exposé aux messages des médias de masse, il tire donc sa crédibilité du fait qu’il apparait comme bien informé.
À ces attributs spécifiques s’ajoute sa faculté d’atteindre les hésitants, chose que les médias n’arrivent pas à faire. L’échange personnel est en effet plus à même de faire pression puisqu’il y a proximité, l’individu est engagé dans un échange et est plus facilement touché. Il peut aussi y avoir un rapport de bienveillance lorsque le guide d’opinion est une personne proche et appréciée. Au contraire, les médias impliquent une certaine neutralité puisqu’ils s’adressent à tous.
Les guides d’opinions ne cherchent pas forcément à influencer les autres, ils ne sont même pas toujours conscients de l’impact qu’ils exercent. Par ailleurs, un individu peut guider les opinions dans certains domaines, et demander des avis pour d’autres questions.

## Limites
Malgré sa prise en compte des relations interindividuelles, le modèle peut être critiqué : 
- pour son aspect unidirectionnel (des médias vers les guides d’opinion, puis des guides d’opinion vers les consommateurs)
- pour l’importance donnée au court terme ; les chercheurs du Bureau étudient l’impact immédiat des communications de masse sur les opinions et comportements des gens. Le modèle de communication est mécaniste.
- pour sa définition étroite des effets des médias, comme le relèvent Philippe Breton et Serge Proulx. Lazarsfeld et son équipe ne prennent en compte que les effets attendus, alors qu’il peut y avoir des effets dits pervers, non anticipés. Le moyen de communication n’est pas envisagé en tant que « véhicule sensoriel et cognitif », alors que dans les faits, le message est perçu différemment selon la nature du support et la spécificité du message. En outre, ils envisagent uniquement des messages «conçus intentionnellement, pour influencer à court terme (et non à long terme) les opinions (et non l’ensemble du cadre culturel et idéologique) des individus (et non des institutions ou de la vie collective) » (Breton et Proulx, 1996).
- pour son approche non critique : Theodor W. Adorno reproche à Lazarsfeld de vouloir tout transformer en hypothèses mesurables et vérifiables et se cantonner à la stricte collecte de données empiriques, sans critiquer le système industriel de diffusion lui-même, approche privilégiée par Adorno. L’étude ne tente pas de savoir si les médias induisent ce que les guides d’opinion vont retenir. Le pouvoir des médias à « cadrer » les esprits est écarté. Le contexte social n’est pas étranger à cela ; les études de l’école de Columbia sont à l’origine commandées par des responsables de diffusion et agences publicitaires, elles se situent donc dans une logique industrielle de réponse immédiate aux problèmes. Les commanditaires ne voient effectivement pas l’utilité de financer des recherches théoriques qui privilégieraient le long terme et permettraient une étude plus approfondie.
- Todd Gitlin regrette cette soumission de la recherche en communication aux attentes intéressées des industriels. Il pense que les entreprises ont cherché à contrôler et rationaliser les sciences sociales afin de leur donner une utilité commerciale. Pour lui, Lazarsfeld a servi le monde de l’industrie en informant sur les profils des consommateurs et donnant des clés pour améliorer l’efficacité publicitaire. Il a aussi servi le monde politique en indiquant le fonctionnement des électeurs dans leur prise de décision et en dressant le profil type des leaders d’opinion. Ces renseignements peuvent alors être utilisés pour mettre en place des politiques publiques voire remporter des scrutins électoraux.

La théorie de la communication à double étage, toujours influente, est aujourd’hui complétée par une « multi step flow theory », véritable réseau d’influence qui, par le biais des conversations, fait émerger des opinions collectives.

## Voir également